# Río Alcantara
El Alcántara (en italiano, Alcantara; en siciliano, Alcàntara o Càntara) es un importante río italiano de la parte oriental de Sicilia que recorre 52 km antes de desembocar en el mar Jónico, en el cabo Schiso en Giardini-Naxos, siendo su origen el lado sur de los montes Nebrodi. Su cuenca hidrográfica se extiende 603 km² por las provincias de Mesina y de Catania.

## Etimología
El nombre Alcántara deriva del árabe القنطرة alqánṭara ‘arco, puente’, refiriéndose a un antiguo puente de la época romana encontrado por los árabes. Tucídides lo llamó Ἀκεσίνης Akesínēs, mientras que sus nombres latinos eran Assinus, Assinos, Asines, Asinius, Onobala, Onobalas, y Acesines. Cantera era otro hidrónimo, adoptado por los normandos.

## Descripción

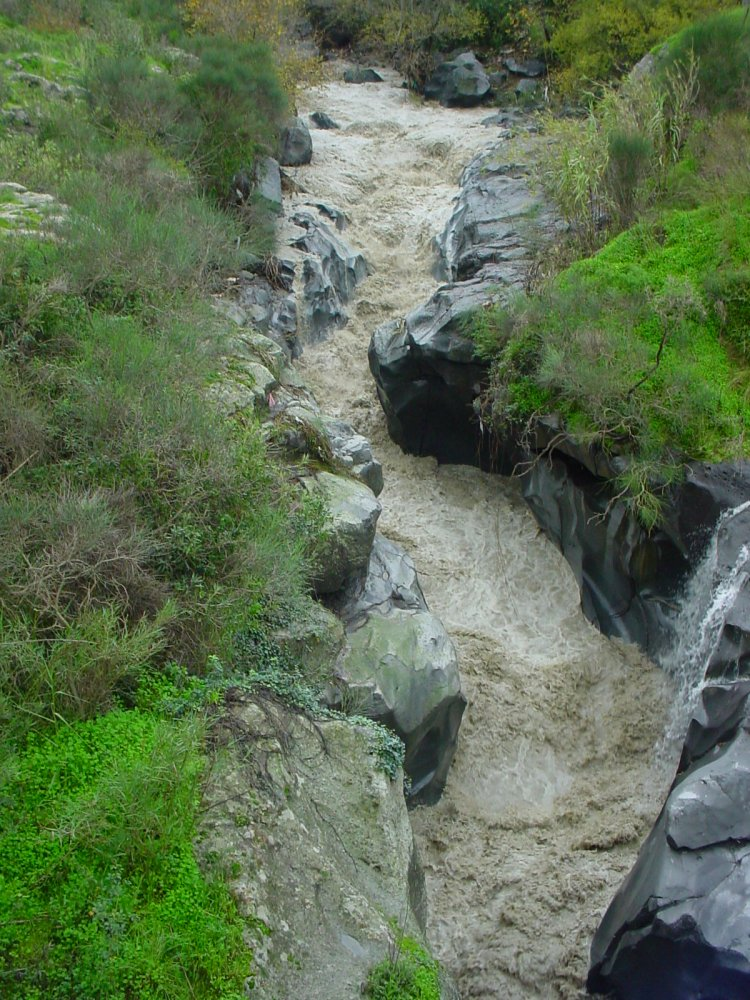
El río Alcántara en diciembre de 2003.

Alcántara es originario de los montes Nebrodi, a unos 1 400 m de la sierra Baratta, en el territorio de la ciudad metropolitana de Mesina. Dirigiéndose impetuosamente hacia el sur, entra en la ciudad metropolitana de Catania, llegando pronto a la parte norte de la ciudad de Randazzo: aquí cambia bruscamente de dirección gracias al “empujón” de su principal afluente de la derecha: el río Flascio.
Con un caudal considerablemente aumentado por el afluente, el Alcántara se dirige hacia el este, prácticamente formando un ángulo recto —hay que tener en cuenta que en los mapas el río principal parece ser el Flascio y no el Alcántara, el ángulo de confluencia es muy claro—.
A partir de aquí, el río comienza a fluir entre el macizo volcánico del monte Etna al sur y las estribaciones meridionales de las montañas Nebrodi y Peloritanos al norte, actuando hasta la desembocadura como frontera entre las ciudades metropolitanas de Mesina y Catania. A partir del municipio de Mojo Alcantara, el río comienza a fluir en su mayor parte bancarizado, tocando los centros de Francavilla di Sicilia y Castiglione di Sicilia.
Cerca de Motta Camastra, en la zona de Fondaco Motta, tras recibir por la izquierda el torrente Zavianni, el río entra en un tramo de barranco formado por lavas basálticas, de trescientos mil años de antigüedad, procedentes de fisuras anteriores al Etna, las llamadas Gargantas de Alcántara, destino muy famoso y frecuentado cada año por miles de turistas. De Gaggi a Calatabiano el río ensancha su cauce y se vuelve a estrechar cerca de la desembocadura, en la zona de Giardini-Naxos, por donde pasan los vanos del famoso puente romano del que deriva el nombre de esta vía fluvial. La desembocadura se encuentra en el mar Jónico y precisamente en la zona de San Marco.
Entre los municipios atravesados se encuentran: Floresta, Santa Domenica Vittoria, Randazzo, Mojo Alcantara, Castiglione di Sicilia, Francavilla di Sicilia, Motta Camastra, Graniti, Gaggi, Calatabiano, Taormina y Giardini-Naxos.

## Geología
Desde el punto de vista vulcanológico, el lecho de Alcántara vio en varias ocasiones el paso de coladas de lava en época prehistórica y protohistórica que obstruyeron y modificaron su recorrido. El curso de agua ha creado así característicos barrancos con paredes de varias decenas de metros de altura, caracterizados por estructuras de columnas subverticales llamadas tubos de órgano o ligeramente arqueadas como un harpa y un abanico o dispuestas horizontalmente como una pila de leña o, finalmente, dispuestas caóticamente y fracturadas. En el municipio de Motta Camastra, en el lado de Mesina, se encuentra la única cueva de flujo volcánico: de difícil acceso pero espléndida de admirar, se llama Grotta dei Cento Cavalli para atestiguar sus enormes dimensiones.
Las gargantas del norte de Alcántara se encuentran en el territorio de Castiglione di Sicilia, cerca de la capilla bizantina dedicada a santa Dominga de Tropea. Se accede desde la carretera provincial que conduce a Randazzo.

## Hidrología
El Alcántara es uno de los principales ríos sicilianos en términos de caudal medio, solo superado por el Simeto con alrededor de 9 m³/s. Sin embargo, si se tiene en cuenta la regularidad del régimen de caudales, el río es sin duda el primero de la región, ya que es mucho más regular que el Simeto. Esto, gracias a la ubicación de la cuenca alta que se extiende en una de las zonas más lluviosas de Sicilia, junto con el abastecimiento proporcionado por los campos nevados del Etna y el carst de las tierras de origen lávico de la cuenca media, explica su conspicuo caudal anual y la presencia de agua incluso en el período estival. En cualquier caso, no faltan inundaciones excepcionales debidas a lluvias insistentes, como ocurrió en diciembre de 2003, durante las cuales el Alcántara puede mostrar una fuerza impresionante, especialmente en el tramo de barrancos.